# Rüdesheim an der Nahe
Rüdesheim là một đô thị thuộc huyện Bad Kreuznach, trong bang Rheinland-Pfalz, phía tây nước Đức. Đô thị Rüdesheim an der Nahe có diện tích 3,47 km², dân số thời điểm ngày 31 tháng 12 năm 2006 là 2354 người. Đô thị này nằm gần sông Nahe, cự ly khoảng 3 km về phía tây Bad Kreuznach.
Rüdesheim là thủ phủ của Verbandsgemeinde (đô thị tập thể) Rüdesheim, which was organized vào năm 1970.

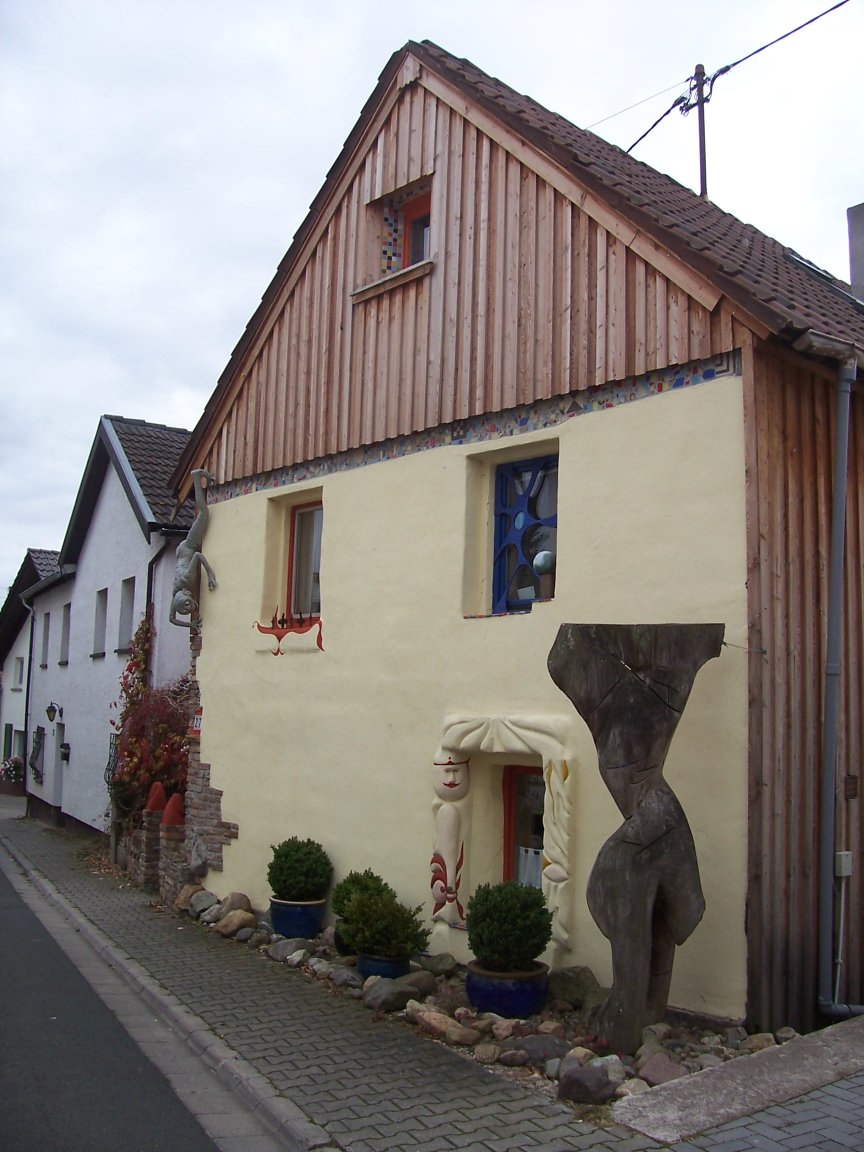
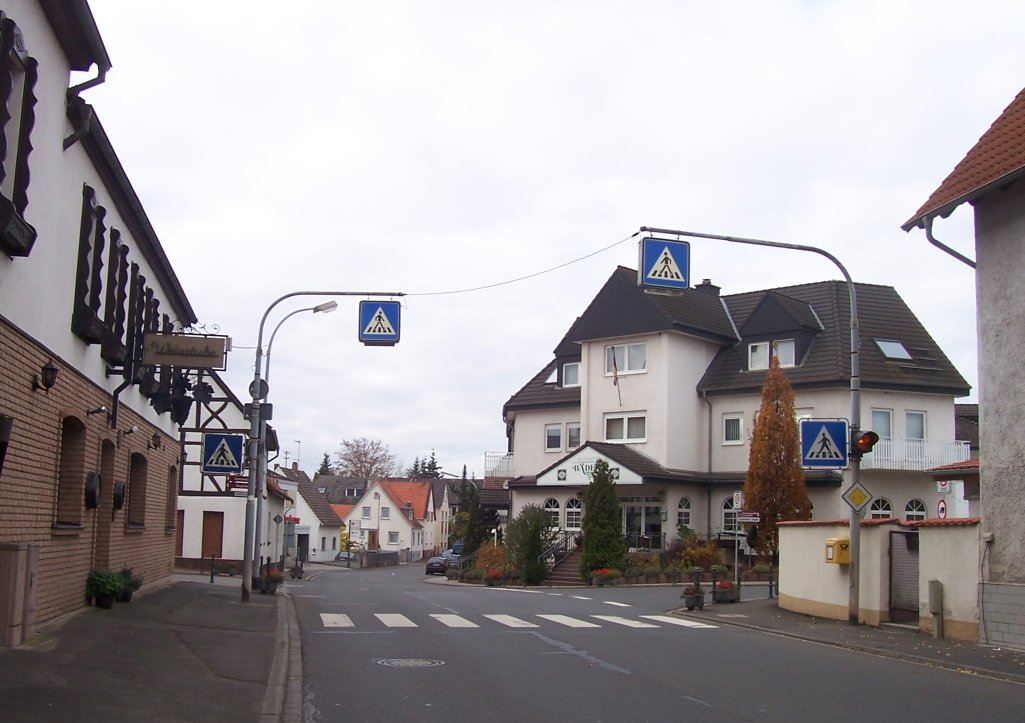